# Kienen
Kienen is een kansspel voor meerdere spelers. Ondanks enkele verschillen (zie verder) noemen veel mensen dit spel ten onrechte bingo.
Iedere speler heeft een formulier met getallen die worden afgedekt wanneer het afgeroepen getal, dat wordt getrokken door de spelleider, op dit formulier staat.
Kienen wordt vooral georganiseerd door jeugd- of sportbewegingen om extra geld in het laatje te brengen. De prijzen bestaan meestal uit huishoudtoestellen (radio, mixer, magnetron, dvd-speler, kaarsenset, ...). 
In België zijn er meestal geen effectieve geldprijzen wegens regelgeving en optreden van de Kansspelcommissie.

## Spelverloop
Aan het begin van het spel koopt de speler een kienkaart van een bepaalde grootte (zie verder). De speler zal deze kaart gebruiken tijdens alle voorziene speelrondes.
Het spel bestaat meestal uit 15 rondes, onderverdeeld in twee subronden. De spelleider heeft een niet-doorzichtige zak met daarin 90 balletjes. Op elk balletje staat een getal van 1 tot 90. Bij het begin van het spel worden de getalletjes in de zak dooreengeschud.

### eerste subronde
In de eerste subronde speelt men meestal voor een niet zo'n waardevolle prijs (zoals kaarsenset, zakdoeken, handdoeken) en is het de bedoeling dat men 1 horizontaal rijtje bedekt. Zulk rijtje bestaat steeds uit 5 getallen.
De spelleider trekt een balletje en roept het getal af. Elke speler kijkt op zijn kaart of hij het getal heeft. Indien wel, dan legt men een (meestal doorzichtige) fiche over dat getal. Als een speler een volledige horizontale rij heeft bedekt, roept hij "KIEN". Als niemand dit woord roept, trekt de spelleider het volgende balletje.

### tweede subronde
Na de eerste subronde laat iedereen zijn fiches op de kaart liggen. Het is nu de bedoeling om een hele tabel (dus 15 getallen in hetzelfde vak) vol te leggen. In deze ronde speelt men meestal voor meer waardevolle prijzen (zoals fiets, wasmachine, microgolfoven, home cinema). Na het einde van de tweede subronde verwijdert iedereen de fiches van zijn speelbord. Men start dan met de volgende ronde.

### Gewonnen en Uitsluiting
Zodra iemand "KIEN" roept, controleert de spelleiding of de betreffende speler ook daadwerkelijk een volledige rij/kaart vol heeft. Aan de hand van het laatst geroepen getal kan men ook een controle doen of de gebruiker dit wel tijdig heeft geroepen (en niet na trekking van het volgende getal). Als de speler daadwerkelijk heeft gewonnen, wint hij de prijs. In het andere geval heeft hij een "valse kien" geroepen. De fiches van de tabel waarop hij 'valse kien' had geroepen, worden door de spelleider verwijderd. De speler wordt dus voor de rest van de speelronde van dat wel bepaald vak uitgesloten om deel te nemen. (Hoewel hij statistisch gezien toch nog een kans kan maken op een kleine prijs tijdens de eerste subronde)

## Type van kaarten
De speler dient voor de start van de eerste ronde te beslissen met welk type van kaart hij het hele spel speelt. Elk type van kaart bevat een aantal vakjes met daarop nummers van 1 tot en met en 90. Hoe meer vakjes er op de kaart staan, hoe meer nummers hij heeft en hoe groter de winstkansen zijn.
Op de meeste kienavonden kan de speler kiezen uit volgende kaarten:

### de grote kaart

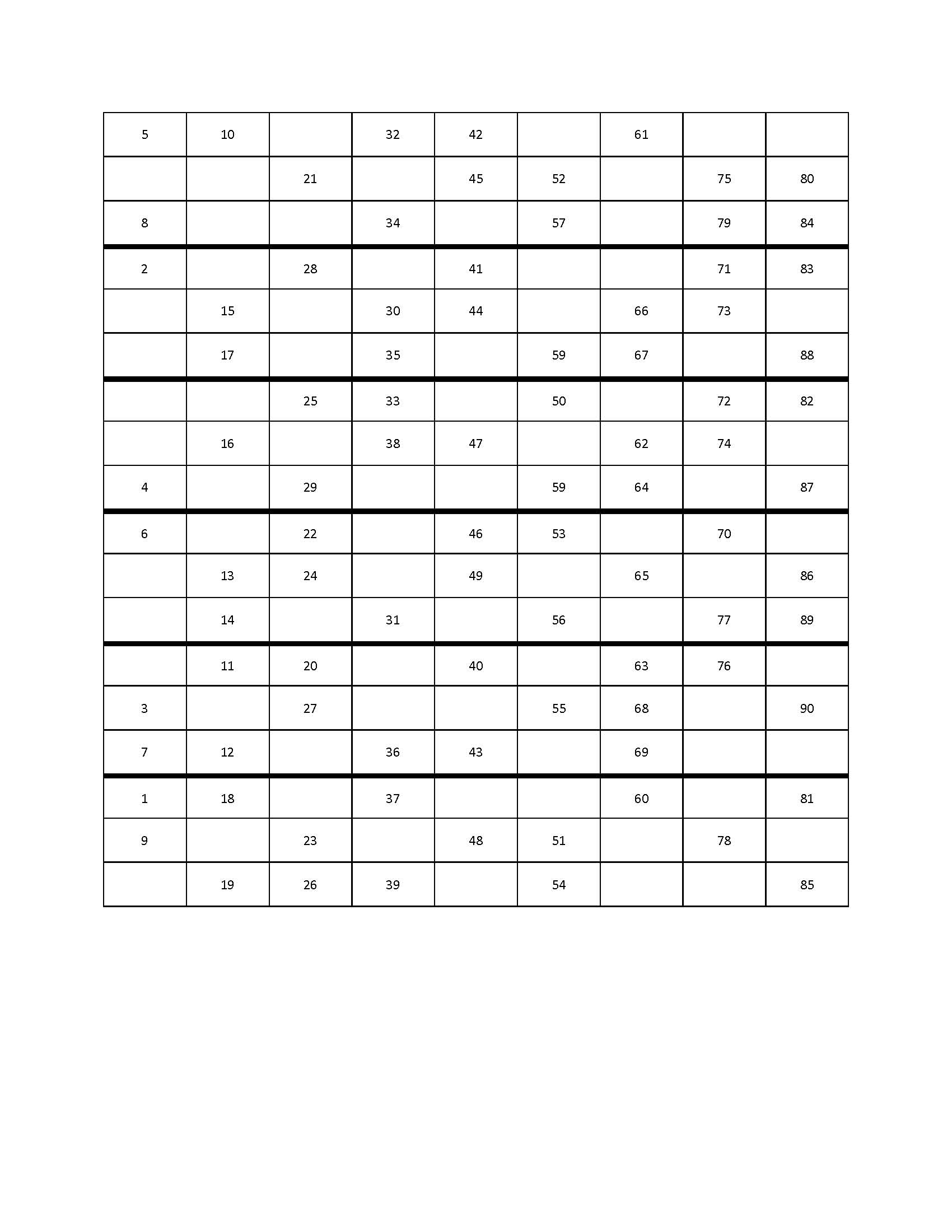
Volledige kienkaart

Deze kaart noemt men ook wel de volledige kienkaart omdat deze alle mogelijke nummers bevat. Elk nummer dat de spelleider trekt, staat ergens op de kaart.
Op de kaart staan 6 tabellen met 3 rijen en 9 kolommen. In totaal staan er op de kaart 3 × 9 × 6 = 162 cellen.
- In 90 cellen staat een uniek getal tussen 1 en 90 (72 cellen zijn dus blanco)
- In elke tabel staan vijftien unieke getallen tussen 1 en 90 (per tabel zijn er dus 12 lege cellen)
- Op elke rij staan 5 cijfers

Daarnaast staan:
- Alle getallen tussen 1 en 9 in kolom 1
- Alle getallen tussen 10 en 19 en kolom 2
- Alle getallen tussen 20 en 29 in kolom 3
- Alle getallen tussen 30 en 39 in kolom 4
- Alle getallen tussen 40 en 49 in kolom 5
- Alle getallen tussen 50 en 59 in kolom 6
- Alle getallen tussen 60 en 69 in kolom 7
- Alle getallen tussen 70 en 79 in kolom 8
- Alle getallen tussen 80 tot en met 90 in kolom 9.  In sommige versies staat het getal 90 in de eerste kolom.

### de middelgrote kaart

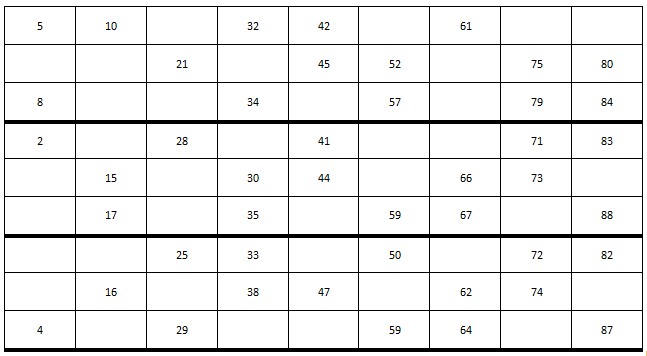
Middelgrote kienkaart

De middelgrote kaart heeft 3 tabellen met 3 rijen en 9 kolommen. In elke tabel staan nog steeds 15 nummers. Dit wil zeggen dat de speler slechts 45 nummers heeft. Puur statistisch gezien wil dit zeggen dat de speler de helft van de getrokken nummers niet vindt op zijn kaart.
Ook hier staan eenheden in kolom 1, tientallen in kolom 2, twintigtallen in kolom 3, ...

### de kleine kaart

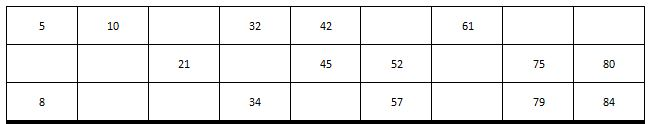
Kleine kienkaart

De kleine kienkaart heeft slechts 1 tabel met 3 rijen en 9 kolommen. De speler heeft slechts 15 nummers. Puur statistisch gezien vindt de speler per 6 getrokken nummers 1 overeenkomstig cijfer op zijn bord.

### de dubbele en tripel kaart
De dubbele kienkaart zijn twee grote kienkaarten die staan op 1 speelbord. De speler vindt dus elk getrokken nummer terug in zowel de linker- als rechterspeelkaart.
De tripelkaart is een drieluik. Elk getrokken nummer vindt de speler terug in de linker-, de midden- en de rechterspeelkaart.

## Enkele verschillen met bingo
| B  | I  | N  | G  | O  |
| -- | -- | -- | -- | -- |
| 3  | 19 | 45 | 47 | 62 |
| 11 | 25 | 34 | 53 | 70 |
| 15 | 24 | *  | 59 | 68 |
| 13 | 16 | 39 | 51 | 72 |
| 7  | 28 | 35 | 49 | 64 |

- De grote kaart
  - Kienen: De grote kaart bestaat uit 6 tabellen. Elke tabel bestaat uit 9 kolommen en 3 rijen.
  - Bingo: De grote kaart bestaat uit 3 tabellen. Elke tabel bestaat uit 5 rijen en 5 kolommen. De middelgrote kaart bestaat bij bingo uit 2 tabellen, de kleine kaart uit 1 tabel. Dubbel- en tripelkaarten bestaan niet, maar de gebruiker kan wel 2 of 3 grote bingokaarten per speelronde aankopen.
- Wissel van kaart
  - Kienen: Men speelt alle rondes met dezelfde kaart.
  - Bingo: Men koopt na elk spel een nieuwe kaart. Men kan na elk spel beslissen of men een kleine, middelgrote of grote kaart koopt.
- Aantal getallen in het spel
  - Kienen: 90 getallen.
  - Bingo: 75 getallen.
- Plaats van getallen
  - Kienen: Eenheden staan in kolom 1, tientallen in kolom 2, twintigtallen in kolom 3, ...
  - Bingo: Kolom 1 bevat getallen van 1 tot en met 15, kolom 2 van 16 tot en met 30, ...
- Aantal getallen per tabel
  - Kienen: In elke tabel heeft de gebruiker 15 getallen.
  - Bingo: In elke tabel heeft de gebruiker 24 getallen.
- Nummers die de speler heeft
  - Kienen: Bij de grote kaart vindt de speler alle getallen terug op zijn bord.
  - Bingo: Bij de grote kaart mist de speler 3 getallen (tussen 31 en 45).
- Aantal subrondes
  - Kienen: Men speelt voor een lijn, daarna twee lijnen en dan voor een volle kaart.
  - Bingo: Men speelt voor een lijn, daarna twee lijnen en dan pas voor een volle kaart. Enkel bij de halve hoofdprijs speelt men direct voor een volle kaart.
- Snelheid trekken getallen
  - Kienen: het trekken van de getallen gebeurt op een ongeveer gelijke snelheid in alle rondes.
  - Bingo: Bij de halve hoofdprijs worden de getallen bijna onmiddellijk achter elkaar afgeroepen. In de andere rondes is dit met een pauzetijd vergelijkbaar als bij kienen.
- Minimaal te trekken getallen vooraleer men prijs heeft
  - Kienen: voor de eerste subronde dienen er minstens 5 getallen getrokken te worden.
  - Bij bingo kan dit al na vier getallen zijn gezien de middelste kolom ook maar 4 getallen bevat.
- Markeren van afgeroepen getallen
  - Bij kienen legt men een (doorzichtige) fiche op het getal. Na het einde van een spelronde verwijdert men de fiches van de kaart.
  - Bij bingo doorstreept men de getallen met een balpen of markeerstift. Na het einde van een spelronde werpt men het bingoblad in de prullenmand en neemt men een nieuwe bingokaart.
- Valse kien/bingo
  - Bij kienen worden de fiches van de tabel waarop men "valse kien" heeft geroepen, verwijderd. Als men zich in de eerste subronde bevindt, is het statistisch nog mogelijk om te winnen (daar er nog tot 10 niet-afgeroepen getallen in die tabel kunnen staan).
  - Bij bingo wordt de betreffende kaart vernietigd.